# Hulkelliste
En hulkelliste er en liste (oftest af træ), der kan anvendes som dækliste mellem loft og væg eller som bagkantliste ved køkkenbordplader.
| Byggeri og bygningsdele | Spire Denne artikel om byggeri og bygningsdele er en spire som bør udbygges. Du er velkommen til at hjælpe Wikipedia ved at udvide den. |